# کودویلا
کودویلا (به ایتالیایی: Codevilla) یک کومونه در ایتالیا است که در استان پاویا واقع شده‌است.

## خصوصیات
کودویلا ۱۳٫۰ کیلومترمربع مساحت و ۹۵۵ نفر جمعیت دارد.